# 火焰之纹章系列
火焰之纹章系列（官方译为）是由Intelligent Systems開發、任天堂發行的一系列戰略角色扮演遊戲。系列首作《暗黑龍與光之劍》於1990年發行，以紅白機為遊玩平台。它本是電子遊戲製作人加賀昭三構思設計，並聯同三位學生以同人遊戲項目來製作的遊戲。後來遊戲取得成功，促成系列的誕生。加賀領導了數款系列作品的開發，但在《多拉基亞776》完成後便退出Intelligent Systems，後續作品則由多位製作人接手。截至2025年，系列已推出17部主要遊戲以及5部衍生作品，最新的主要遊戲是《火焰之纹章 Engage》。
系列結合了戰略遊戲的遊玩方式與角色扮演遊戲的劇情推演及人物成長。遊戲的每場戰鬥都在網格狀地圖上進行，戰鬥系統採用回合制，以我方、敵方、友方的排序進行回合交替，玩家可在故事主線和支線任務中控制一定數量角色。初期作品只設經典模式，角色一旦被敵方擊敗便會永久死亡；自《新·紋章之謎 ～光與影的英雄～》起，遊戲增設休閒模式，即使角色被擊敗亦不會永久退場。系列故事屬於典型的劍與魔法，沒有固定背景，通常發生在處於中世紀或文藝復興時期的大陸上。系列標題「火焰之紋章」在每代作品中均以不同形式出現，包括盾牌、家紋等等。
系列首六作全部僅於日本國內發售；自第七作《烈火之劍》起，系列遊戲開始打入歐美市場。除了《新·紋章之謎 ～光與影的英雄～》，所有後續作品都設有官方英語本地化版本。另外，任天堂也從《回聲 另一位英雄王》起，支援繁體／簡體中文語系。雖然遊戲銷量在2000年代逐漸下滑，瀕臨取消邊緣，但隨著2012年推出的《覺醒》取得空前成功，系列命運亦得以扭轉。截至2021年，系列銷量已超過1,300萬份。系列甚至被評論家稱為戰略角色扮演遊戲的開山祖師，部分遊戲元素亦間接影響後續一眾作品。系列角色不時在其他作品客串，例如任天堂明星大亂鬥系列。

## 遊戲

### 主要作品
| 1990 | 暗黑龙与光之剑    |
| 1991 |                   |
| 1992 | 外传              |
| 1993 |                   |
| 1994 | 纹章之谜          |
| 1995 |                   |
| 1996 | 圣战之系谱        |
| 1997 |                   |
| 1998 |                   |
| 1999 | 多拉基亚776       |
| 2000 |                   |
| 2001 |                   |
| 2002 | 封印之剑          |
| 2003 | 烈火之剑          |
| 2004 | 圣魔之光石        |
| 2005 | 苍炎之轨迹        |
| 2006 |                   |
| 2007 | 晓之女神          |
| 2008 | 新·暗黑龙与光之剑 |
| 2009 |                   |
| 2010 | 新·纹章之谜       |
| 2011 |                   |
| 2012 | 觉醒              |
| 2013 |                   |
| 2014 |                   |
| 2015 | if                |
| 2016 |                   |
| 2017 | 回聲 另一位英雄王 |
| 2018 |                   |
| 2019 | 风花雪月          |
| 2020 |                   |
| 2021 |                   |
| 2022 |                   |
| 2023 | Engage            |

火焰之紋章系列的首部作品《火焰之紋章 暗黑龍與光之劍》1990年於日本發行，適用於家用遊戲機紅白機。遊戲的網格狀地圖、回合制戰鬥系統、永久死亡等基本機制構成了系列幾乎所有续作的基礎。1992年，系列第二部作品《火焰之紋章外傳》於日本發行，同樣適用於紅白機。此作品在前作《暗黑龍與光之劍》玩法的基礎上，加入地下城探索等多項嶄新遊戲元素。故事方面，两作共享同一個世界觀，但该作情节發生在另一塊大陸上。1994年，第三部作品《火焰之紋章 紋章之謎》於日本發行，遊玩平台由紅白機改為同屬家用遊戲機的超級任天堂。遊戲故事分為前後兩篇，前篇為系列首作《暗黑龍與光之劍》的復刻版，後篇則是接續前篇故事情節的新作。遊戲機制方面，開發團隊選擇回归原點，抛弃《外傳》中的非常規遊戲玩法，重新採用《暗黑龍與光之劍》的傳統遊戲机制。1996年，第四部作品《火焰之紋章 聖戰之系譜》於日本發行，同樣適用於超級任天堂。開發團隊在此作內加入更多角色扮演元素（包括戀愛系統和支援系統），以及武器三角系統，大幅影響遊戲玩法，故事亦增添不少角色戀愛情節:270。1999年，第五部作品《火焰之紋章 多拉基亞776》於日本發行，適用於超級任天堂。故事設定在前作《聖戰之系譜》的同一個時代，地圖同樣沿用尤格多拉爾大陸，但以另一個國家作背景。
2002年，第六部作品《火焰之紋章 封印之劍》於日本推出，遊玩平台改為掌上遊戲機Game Boy Advance。除了增設不少新的元素外，開發團隊亦刻意調低遊戲難度，令新玩家較易上手。2003年，第七部作品《火焰之紋章 烈火之劍》於日本和北美推出，次年於歐洲發售，適用於Game Boy Advance。遊戲為《封印之劍》的前傳，情節同樣發生於埃列布大陸。2004年，第八部作品《火焰之紋章 聖魔之光石》在日本推出，次年於歐美等地發行，同樣適用於Game Boy Advance。2005年，第九部作品《火焰之紋章 蒼炎之軌跡》於日本、歐美等地推出，遊玩平台改為家用遊戲機任天堂GameCube。此部遊戲是系列首款採用3D圖像、全動態影像過場動畫及配音的作品。2007年，第十部作品《火焰之紋章 曉之女神》於日本、歐美等地發售，遊玩平台改為家用遊戲機Wii。此作是《蒼炎之軌跡》的後傳，劇情承襲前作結尾，並分為四部分，各部故事均以不同派系的角色為核心。
2008年，第十一部作品《火焰之紋章 新·暗黑龍與光之劍》於日本及歐洲推出，2009年於北美地區發售，遊玩平台改為掌上遊戲機任天堂DS。這款遊戲是系列首作《暗黑龍與光之劍》的重製版，承襲原作故事劇情。開發團隊未將其視作單純的重製版，而是在新平台上用新機制來『更新』舊作；為此，團隊加入許多功能，引入當時已完善的武器三角系統來取代原本不平衡的系統，又增設各種方便新玩家體驗遊戲的機制。2010年，第十二部作品《火焰之紋章 新·紋章之謎 ～光與影的英雄～》僅於日本推出，同樣適用於任天堂DS。這是自2002年《封印之劍》發行後，再次有系列遊戲僅在日本獨佔發行。此作是系列第三部作品《紋章之謎》的重製版，遊戲故事基於《紋章之謎》的原有內容，同時收錄了1997年於Satellaview平臺上發行的《BS火焰之紋章 阿卡內亞戰記》。遊戲新增了兩個元素，分別是可由玩家自行創作的主角，以及即使夥伴陣亡也可以在下場戰役再度參戰的「休閒模式」。
2012年，第十三部作品《火焰之紋章 覺醒》於日本發行，次年再於歐美等地開賣，遊玩平台移至掌上遊戲機任天堂3DS。此作全球銷量強勁，迫使任天堂放棄腰斬系列的想法。2015年，第十四部作品《火焰之紋章if》於日本、台灣、香港等地發行，次年再於歐美等地開賣，同樣適用於任天堂3DS。此作與之前的作品不同，它以三個版本發行，每個版本都會以相同角色為中心但展開完全不同的故事情節：《白夜王國》版和《暗夜王國》版以實體版本發售，《透魔王國》則以追加下載內容形式推出。2017年，第十五部作品《火焰之紋章 回聲 另一位英雄王》在日本、港台、北美、歐洲等地發行，同樣適用於任天堂3DS。此作是系列第二部作品《外傳》的重製版，開發團隊除了沿用《外傳》的非傳統機制外，亦傾向保留部分原有的角色扮演元素，還參照前數部作品來重新設計和擴充遊戲故事和玩法。當年《外傳》僅於日本國內發行，但任天堂一改傳統，除了在西方世界推出由8-4公司所本地化的英語版遊戲外，還首次推出由神遊科技負責的中文版遊戲。
2019年，第十六部作品《火焰之紋章 風花雪月》於全球推出，遊玩平台移至任天堂Switch上。在光榮特庫摩的協助下，開發團隊首度在系列引入大規模戰鬥，同時又增添許多全新機制。團隊還從第四作《聖戰之系譜》中汲取靈感，製作出學校生活系統以及經歷數年時間跳躍的前後兩部故事。第十七部作品《火焰之紋章 Engage》於2023年推出，同樣適用於任天堂Switch。

### 衍生作品和客串
1997年，任天堂經Satellaview發行了《暗黑龍與光之劍》和《紋章之謎》的前傳《BS火焰之紋章 阿卡內亞戰記》，玩家需在指定日期透過BS-X衛星下載。部份系列開發成員認為這款遊戲屬於《紋章之謎》的延伸，而非系列主要作品。2015年，任天堂在Wii U上推出揉合了女神轉生系列和火焰之紋章系列的跨界作品《幻影異聞錄♯FE》；该作次年於全球發行。《幻影異聞錄♯FE》由女神轉生系列的開發商Atlus製作，遊戲結合了兩個系列的玩法、敘事和美學元素。2020年，任天堂在任天堂Switch平台上發行強化移植版《幻影異聞錄♯FE Encore》。2017年2月，任天堂在iOS和Android平台上推出《火焰之紋章 英雄》。《英雄》提供微交易，登場角色以系列人物為主，但也有原創角色。同年9月，由Omega Force和Team Ninja合作開發的砍殺遊戲《火焰之紋章無雙》面世，遊戲結合了系列的角色和設定以及無雙系列的玩法與遊戲系統，適用於新任天堂3DS和任天堂Switch。第二款砍殺遊戲《火焰之紋章無雙 風花雪月》同樣由Omega Force和Team Ninja合作開發，它改編自《風花雪月》並採用相同的時代背景，於2022年6月發行。
系列角色曾客串多部作品。自馬爾斯和羅伊於《任天堂明星大亂鬥DX》登場後，不少系列角色也出現在任天堂明星大亂鬥系列內。在同樣由Intelligent Systems開發的《代号：蒸汽》內，玩家可透過掃瞄相關Amiibo來使用部分系列角色。任天堂旗下的手機遊戲《Dragalia Lost ～失落的龍絆～》也曾與本系列展開跨界合作，登場角色包括《英雄》的原創人物以及部份主要作品的人物。

### 中止開發
1997年，遊戲程式設計師宮本茂以開發標題「火焰之紋章64」向外界公佈系列新作，並預定適用於任天堂64及其專用擴充磁碟機64DD:273-274。然而，Intelligent Systems內部開發體制發生變化，加上64DD銷量不佳，導致這款作品難產:273-274。開發團隊改為製作適用於Game Boy Advance的遊戲版本，最終推出《封印之劍》，而原先任天堂64的遊戲概念只有極少數獲得保留:273-274。Intelligent Systems原定在《曉之女神》推出後，再在Wii上發行另一部作品，但開發計劃沒有重點，經反複試驗後最終中止開發:287-288。2019年電子遊戲開發商AlphaDream破產，有傳此事導致任天堂取消了數款開發中的任天堂3DS遊戲，當中包括一款系列重製版遊戲。

## 共同元素

### 遊戲系統

《火焰之紋章 風花雪月》遊戲畫面，顯示了敵我雙方單位，以及我方單位移動及攻擊距離等資料

火焰之紋章系列的開發者稱它為「角色扮演模擬遊戲」，即是結合戰略遊戲的遊玩方式與角色扮演遊戲的劇情推演及人物成長，務求營造出昔日戰略遊戲中不存在的角色親近感。系列遊戲的每場戰鬥都在網格狀地圖上進行，戰鬥系統採用回合制，以我方、敵方、友方的排序進行回合交替，玩家可在故事主線和支線任務中控制一定數量角色。每個角色都有特定職業，它決定了角色的能力值並影響他們的攻擊範圍、移動距離等。部分職業具備獨有的先天技能，而角色的能力值及其升幅也各有不同。不同作品針對職業的設定均有差異，以角色晉升上級職業或更改現時職業為例：某些作品需要玩家收集並使用特殊物品才能執行；而在《風花雪月》中，玩家需要把角色的武器技能等級提升至一定數值，再接受資格考試，合格後才能變更職業。戰鬥期間，角色能夠通過攻擊敵人、殺死敵人或治療同伴來獲取經驗值。當經驗值每累積至100時，角色便會自動升級，生命值及其他能力值也會隨機提升，但當到達頂峰後便不會有任何經驗值進帳。角色永久死亡機制由首作開始沿用至今，當角色在戰鬥期間被敵方擊敗便會永久退場，主角的死亡更會導致遊戲結束。開發團隊在《新·紋章之謎 ～光與影的英雄～》首度加入令陣亡角色可在下一場戰鬥再度上場的休閒模式，更在《if》引入了陣亡角色會在下一回合復活的不死鳥模式。
遊戲內的武器以劍、斧、長槍、弓箭、魔法為主，此外也有部分特殊武器。角色所使用的武器種類受其職業限制，但晉升上級職業有機會解鎖新的武器類型。另外，玩家需要鍛鍊角色的武器熟練度才能使用強力武器。武器設有耐久度，一旦耐久度歸零便會損壞不能使用。部分作品曾經修改此系統。系列第二作《外傳》是首部取消武器耐久度元素的作品。在《聖戰之系譜》中，玩家可於特殊商店修理武器。《if》也取消相關元素，取而代之的是強力武器會降低角色能力值。《回聲 另一位英雄王》限制每個角色只能攜帶一種武器，並取消了耐久度。另外，自《聖戰之系譜》開始，遊戲利用以石頭、剪子、布作規則的武器三角系統來影響各種武器的優劣勢：長槍剋劍，劍剋斧，斧剋長槍。當時的魔法系統亦採用相同設計，其中火系、雷系及風系魔法互相剋制，光系及暗系魔法則獨立存於該相剋系統之外。由《封印之劍》至《曉之女神》，魔法三角系統改為元素系剋光系，光系剋暗系，暗系剋元素系。而在《if》中，遊戲增添了兩款新武器，導致系統有所修改：長槍和暗器剋劍和魔法，劍和魔法剋斧和弓箭，斧和弓箭剋長槍和暗器。《回聲 另一位英雄王》和《風花雪月》均未有使用此系統。
在構成故事方面，開發人員以各項設定和對話來豐富角色背景，向他們注入個性和生命，藉此賦予每場戰鬥的意義，向玩家傳達角色的生活和感受，同時推進劇情發展:264-265。角色支援系統最初於《紋章之謎》登場，當時的設定是當兩個角色在故事上有關聯時，他們的能力值將會有所提高。而在《聖戰之系譜》中，開發團隊根據粉絲反饋大幅調整及擴展此系統，又讓玩家自由配對第一代角色，得出繼承了雙親血統及技能的第二代角色。《封印之劍》至《曉之女神》的角色支援功能大同小異，主要把支援等級分為C、B、A三級，當相互支援的角色相距不遠時，彼此能力將會提升。《覺醒》同樣沿用三級制的支援等級，但當角色的對象是異性時，遊戲則會額外增設S級，而到達此級後角色將會步入戀愛、結婚、生子階段。另外，支援等級高低除了影響角色能力值外，還會帶來增加機動性等各類正面效果。《if》在支援等級上稍作修改，異性角色最高可達S級，同性角色則最高可達A+級。在《回聲 另一位英雄王》中，遊戲雖然沿用支援系統，但把在前兩作出現的婚姻系統刪去以免扭曲和破壞已建立的角色關係。《風花雪月》的支援系統與《覺醒》《if》類似，但不設二代角色。
每款火焰之紋章遊戲還包含獨特的遊戲元素，例如《外傳》和其重製版《回聲 另一位英雄王》的地下城探索，《聖戰之系譜》的指揮官系統，《多拉基亞776》的戰爭迷霧和疲勞度，《新·紋章之謎 ～光與影的英雄～》可供玩家自行創作的主角，《if》的「我的城堡」功能，《風花雪月》的日曆系統等。

### 設定和主題
火焰之紋章系列屬於典型的劍與魔法，它沒有固定背景，故事通常發生在中世紀或文藝復興時期的大陸上，而大陸又被多個國家瓜分。遊戲主角多為皇室成員，但也有少部分是僱傭兵，故事通常講述他們被捲入國家之間的衝突，並為自己的原則或理想而戰。《暗黑龍與光之劍》和《紋章之謎》的故事發生在阿卡內亞大陸上:5, 9；《外傳》雖然與前者共享同一個世界觀，但背景設定於華倫西亞大陸上:7；《聖戰之系譜》和《多拉基亞776》均以尤格多拉爾大陸作背景:11, 13；《封印之劍》及其前傳《烈火之劍》發生於埃列布大陸:15, 17；《聖魔之光石》設定於瑪基·維爾大陸:19；《蒼炎之軌跡》及續作《曉之女神》以特流士大陸為中心:21, 23；《覺醒》發生在《暗黑龍與光之劍》和《外傳》的兩千年後，同樣設定在阿卡奈亞大陸和華倫西亞大陸（兩塊大陸分別更名為伊里斯和瓦爾姆）:28-29；《if》的故事發生於未知大陸上:30-31；《風花雪月》的故事舞台則設於芙朵拉大陸。
火焰之紋章是個具有神奇力量的存在，也是系列中反覆出現的元素，在每代作品中均以不同形式出現。例如在系列首作《暗黑龍與光之劍》以及其他共享相同世界觀的作品內，它是一面鑲嵌五顆魔石、具有神秘力量的盾牌。在當時的設定中，火焰之紋章系列的故事正如標題所表達，是「龍」、「劍」與「炎之紋章」的故事。在後續作品，紋章登場的形式開始出現變化：《聖戰之系譜》與《多拉基亞776》的家紋，《封印之劍》與《烈火之劍》的家族徽記，《聖魔之光石》中封印魔王靈魂的聖石，《蒼炎之軌跡》與《曉之女神》中封印女神的銅牌，《if》的神器「夜刀神」，《風花雪月》的女神之力。另外，神明相爭、異族（龍族、獸人族）衝突等情節也是系列常見元素。:4-31

## 開發
火焰之紋章系列開發商Intelligent Systems在1986年剛成立時，還是連同兼職者在內僅有十人左右的小型公司。成廣通等開發人員在《FC大戰》開發完成後，決定擺脫以戰爭為主的遊戲環境，打算創造角色扮演遊戲體驗。在當時的環境，戰略遊戲有著難以上手、不起眼、死板等印象，相反角色扮演遊戲則讓人覺得可以盡情投入故事，展開華麗的冒險；因此開發團隊想要在紅白機的硬件極限之內，製作一款融入角色扮演元素的戰略遊戲。遊戲的初始概念源於1987年，由加賀昭三構思設計。加賀認為角色扮演遊戲故事內容豐富但角色有限，戰略遊戲則相反，因此他結合兩者取長補短，以創建與角色有關的有趣遊戲體驗，而《火焰之紋章》即為他的解決方案。而作為重要遊戲機制之一的「單位」則是引申自當時戰略遊戲已有的類似將棋元素。加賀甚至沒有深入考慮過將遊戲作為商品販賣之類的事，而是與公司三位做兼職的學生一同以同人遊戲項目的形式來進行製作:249。雖然《暗黑龍與光之劍》的初期銷量平平，但後來經過玩家的口耳相傳，以及新聞撰稿人在《Fami通》的介紹，銷量在發行半年後回升。首作取得成功後，加賀等人改良了首作備受批評的遊戲元素，又加入多項嶄新機制，最終推出《外傳》。在製作《紋章之謎》時，加賀決定重用首作的傳統遊戲玩法，並在此為系列首作主角馬爾斯的故事畫上句號。
1994年完成《紋章之謎》之後，開發團隊便開展《聖戰之系譜》的製作:269。鑑於系列首三款遊戲皆採用類似的背景設定，故此加賀打算為下一部系列作品創作新的背景故事，一方面是想跳出阿卡奈亞大陸舞台，另一方面是想嘗試創作大型歷史劇集:110-111。時任遊戲程式設計師的成廣通表示，遊戲最初的玩法概念是不含角色扮演元素的團隊式戰術遊戲，但後來又回到傳統的火焰之紋章風格:269。《多拉基亞776》的開發工作始於1998年，當時開發團隊把它視為《聖戰之系譜》的小型外傳項目，因此預定的開發週期較短。但在製作過程中，開發團隊嘗試在遊戲內整合各種事物，最終將之擴展為完整規模的遊戲。遊戲開發完工後，自系列首作以來一直擔任重要職位的加賀離開Intelligent Systems，轉往為PlayStation開發《淚指輪傳說 尤特娜英雄戰記》，系列開發團隊因此群龍無首。加賀昭三離職後，Intelligent Systems內部開發體制發生變化，遊戲編劇一職亦需另覓人選:273。遊戲程式設計師宮本茂在1997年曾以開發標題「火焰之紋章64」向外界公佈新作，但因各種因素，只有極少數的遊戲概念獲保留，最後成為《封印之劍》:273-274。2002年《封印之劍》發佈後，開發團隊隨即沿用前作的設定和系統製作《烈火之劍》:277-278。2003年，開發團隊同時製作《聖魔之光石》和《蒼炎之軌跡》，兩者分別對應掌上遊戲機Game Boy Advance和家用遊戲機任天堂GameCube:279-280。2005年，《曉之女神》開發工序展開，團隊看到系列連帶的硬件銷售能力，故而選擇在當時尚在開發階段的Wii上推出，期望該作同時帶動軟硬件銷量。可惜事與願違，《曉之女神》銷量慘淡，促使開發團隊重投掌上遊戲機的懷抱。接著，Intelligent Systems重製了系列首作及第三作，即《新·暗黑龍與光之劍》及《新·紋章之謎 ～光與影的英雄～》:288-289。
2010年，開發團隊在完成《新·紋章之謎》後隨即提出初步提案，打算繼續在任天堂DS上推出第三部系列重製作品。然而，任天堂以系列遊戲銷量出現下降趨勢為由告知開發部，假如下部作品的日本國內銷量無法達到25萬份，那麼它將會成為系列的最後一作。任天堂的立場令開發團隊感到恐慌，迫使他們考慮在遊戲中加入大量新元素。最終，團隊決定將遊戲當作整個系列的「高潮」，懷着背水一戰的決心融入系列多款遊戲的機制和元素。《覺醒》發行後在全球銷量表現強勁，成功延續了系列的生命。《覺醒》取得成功後，任天堂通知Intelligent Systems可以開發新作；開發團隊沿用前作的遊戲玩法並再作改進和擴展，最終推出《if》。2015年，Intelligent Systems完成《if》的製作後便着手開發新作。任天堂方面製作人山上仁志原曾考慮為第八世代家用遊戲機任天堂Switch開發火焰之紋章系列遊戲，但礙於遊戲機的規格仍未最終定案而作罷。後來，山上認為《外傳》在當時默默無聞，團隊可以快速開發重製版並搶在Switch發佈前推出市面，亦能夠使其成為系列在3DS平台上巔峰之作。《回聲 另一位英雄王》的遊戲玩法與原版不同，團隊利用之前為《覺醒》和《if》開發的技術從零開始重建，同時引入對新手友善的機制。2017年，完成《回聲 另一位英雄王》的製作後，團隊隨即投入開發新作。團隊希望新作成為該系列中規模最大、最優質的作品，但考慮到它面向家用遊戲機平台，他們認為無法獨自完成開發工序，因此決定向另一開發商光榮特庫摩尋求幫助。光榮特庫摩有着製作大規模戰鬥的豐富經驗，有助團隊首度在《風花雪月》引入這類大型戰鬥場面。为重回家用遊戲機市場，團隊还引入更多全新遊戲機制。

### 藝術設計
系列遊戲的藝術設計由多人擔任。《暗黑龍與光之劍》的美術由大澤徹、大西直孝、町田敏、村松敏孝負責。《外傳》的美術同樣由大西直孝、町田敏、村松敏孝負責。《紋章之謎》的美術由小屋勝義和乃一文香擔任，其中小屋勝義身兼角色設計。而在《聖戰之系譜》中，小屋勝義主要負責角色設計，廣田麻由美則從旁輔助。雖然這部作品的背景設定一如以往自歐洲中世紀時期汲取靈感，但與前三作不同的是，此作故事取材自北歐神話及凱爾特神話，而非早期作品的古希臘羅馬神話。到了《多拉基亞776》，小屋勝義因不滿自己在《聖戰之系譜》交出的作品質素而未有續任，角色設計交由廣田接棒。《封印之劍》的美術由金田妙子負責。針對戰鬥動畫，她把場景設計成類似於古典奇幻作品，與其他日系故事的幻想戰鬥風格形成鮮明對比。《烈火之劍》由和田幸子、金田榮路、井塚大介等人負責，他們均有參與前作《封印之劍》的製作。《聖魔之光石》的美術則由和田幸子和平田亮負責。至於《蒼炎之軌跡》和續集《曉之女神》，美術部分由插畫家北千里負責。
在製作《新·暗黑龍與光之劍》時，開發團隊邀請了知名插畫家士郎正宗重新設計遊戲兩位主角馬爾斯和希達及其他主要角色的外型，其他角色則交由插畫家井塚大介改良；井塚在《新·紋章之謎 ～光與影的英雄～》續任相同職位。在《覺醒》中，團隊邀請草木原俊行和小崎祐介負責遊戲美術；他们認為前者能带给遊戲系列与團隊全新視野和想法，後者的獨特藝術風格则大受海外歡迎。《if》同樣由兩人負責。在設計白夜王國和暗夜王國時，小崎分別參考了封建時代的日本、中世紀歐洲甚至是古羅馬。兩國角色同樣受到這些文化影響，部分角色的設計靈感更源自知名人物。在第二作重製版《回聲 另一位英雄王》中，插畫家左負責重新設計原版角色。左以亞歷山大大帝作設計靈感，把男主角改為左撇子；此举除了為他帶來更多姿勢和戰鬥動畫外，亦能與右撇子的女主角形成更好對比。到了《風花雪月》，團隊打算為系列引入全新的藝術形象。由於該作故事舞台設定在貴族入讀的士官學校，團隊想傳達出貴族社會華麗迷人的感覺，於是便找來在女性向遊戲領域相當知名的倉花千夏。倉花認為玩家對角色的印象很大程度取决其髮型髮色，因此與系列早期作品的做法有所不同，她提出了大量設計方案以塑造不同角色。另外，團隊亦找來曾經負責《魔兵驚天錄2》和《尼爾：自動人形》概念美術設計的幸田和磨出任同類職位。

### 音樂
火焰之紋章系列的音樂由多位作曲家譜寫。與該系列音樂最密切的是辻横由佳，她是Intelligent Systems的首批員工，不久後便為《暗黑龍與光之劍》創作配樂:298-299。雖然辻横在完成製作《多拉基亞776》後離開Intelligent Systems並成為自由作曲家，但她亦有參與系列續作的配樂創作。自《曉之女神》之後，辻橫转任音樂總監，但她也會不時為遊戲創作少量配樂:309。春日沙樹、森下弘生、近藤嶺、金崎猛、馬場泰久等人亦曾經參與譜曲。

## 發行
不計衍生作品，火焰之紋章系列共有十六部作品。由於系列遊戲的文字量大，加上有觀點認為戰略角色扮演遊戲在海外並非主流、銷量未必理想，因此遊戲遲遲未能本地化邁向國際。但在2001年格鬥遊戲《任天堂明星大亂鬥DX》中，《暗黑龍與光之劍》主角馬爾斯和《封印之劍》主角羅伊雙雙登場，成為推出海外版的重要契機。後來，諸如《高级战争》等遊戲擴大西方策略角色扮演玩家群，加上《大亂鬥DX》引發玩家對馬爾斯和羅伊的關注，使任天堂有充分理由在海外發行系列作品。2003年起，《烈火之劍》先後在北美、歐洲等地發行，开创了系列遊戲本地化的先河。自此，系列作品除《新·紋章之謎 ～光與影的英雄～》外均有在西方世界推出。2019年，任天堂更首度在全球推出《風花雪月》。
系列遊戲的英文翻譯主要由任天堂樹屋和8-4公司負責。任天堂樹屋是美國任天堂的本地化分支公司，它曾負責翻譯《烈火之劍》、《聖魔之光石》、《蒼炎之軌跡》、《曉之女神》、《if》、《風花雪月》。8-4是設立於日本的遊戲本地化公司，它曾處理《新·暗黑龍與光之劍》、《覺醒》、《回聲 另一位英雄王》的本地化工序。以《蒼炎之軌跡》為例，本地化團隊在翻譯時會與Intelligent Systems員工緊密合作。為了完整呈現故事內容，團隊在翻譯時盡量貼近原文，但部份涉及日式幽默及笑話的對話則不拘泥於此。但教學關卡中的指導角色通常並非重要故事人物，因此團隊能較为自由翻譯地翻译他的台词，甚至可以插入一些流行用語。另一方面，本地化團隊也會收集玩家意見來審視遊戲難度，並在有需要時調整英語版本的遊戲難度。然而，任天堂樹屋在本地化《if》時曾刪走部分原版遊戲元素及對話，招致玩家投訴。系列遊戲的漢化最早追溯到2007年，中國大陸公司神遊科技原本漢化了《烈火之劍》和前作《封印之劍》，但兩作未有發行。該公司後來參與《回聲 另一位英雄王》的漢化工序，而這也是自1990年系列問世以來首款支持官方中文的遊戲。

## 評價
| 游戏              | 销量     | Fami通 | Metacritic |
| ----------------- | -------- | ------ | ---------- |
| 暗黑龙与光之剑    | 約32.9萬 | 26/40  | -          |
| 外传              | 約32.4萬 | 28/40  | -          |
| 纹章之谜          | 約77.6萬 | 36/40  | -          |
| 圣战之系谱        | 約49.8萬 | 31/40  | -          |
| 多拉基亚776       | 約26萬   | 35/40  | -          |
| 封印之剑          | 約34萬   | 36/40  | -          |
| 烈火之剑          | 約97萬   | 34/40  | 88/100     |
| 圣魔之光石        | 約89萬   | 35/40  | 85/100     |
| 苍炎之轨迹        | -        | 34/40  | 85/100     |
| 晓之女神          | -        | 33/40  | 78/100     |
| 新·暗黑龙与光之剑 | 約52萬   | 34/40  | 81/100     |
| 新·纹章之谜       | 約27萬   | 34/40  | -          |
| 觉醒              | 約228萬  | 36/40  | 92/100     |
| if                | 約300萬  | 36/40  | 88/100     |
| 回聲 另一位英雄王 | -        | 37/40  | 81/100     |
| 风花雪月          | 約382萬  | 37/40  | 89/100     |
| Engage            | 161萬    | 36/40  | 80/100     |

截至2023年6月，火焰之紋章系列的銷量已超過1,500萬份。首作《暗黑龍與光之劍》推出後備受日本國內不同遊戲雜誌的批評：評論一面指責遊戲難以理解、圖形效果差劣，整體感覺就像昔日的老舊遊戲，一面又對它結合角色扮演及策略模擬兩種元素感到困惑。遊戲製作人成廣通接受訪問時表示，遊戲推出兩個月後銷量幾乎停滯。發行半年後，在玩家口耳相傳和遊戲雜誌《Fami通》專欄介紹的幫助下，銷量才得以提升。後來，任天堂認為遊戲取得商業成功，因而委託開發商製作續集:265-266。除催生一系列後續遊戲外，評論家更稱《暗黑龍與光之劍》為戰略角色扮演遊戲的先驅者，間接影響《皇家騎士團2：命運之輪》、《最終幻想戰略版》以及魔界戰記系列等其他同類型著名遊戲的創作。根據成廣通的說法，系列主要轉捩點是《覺醒》，該作在商業上極為成功，令銷量原本處於谷底的系列反彈至高位，使系列得以起死回生:291-293。另一方面，它也推動角色扮演遊戲在任天堂3DS上持續復甦，自此部分日本遊戲發行商（如史克威爾艾尼克斯和Atlus）定期在3DS上發行新的角色扮演遊戲。
遊民星空在整理「任天堂十大遊戲品牌」時，提及系列是至今少數仍活躍於日本遊戲業界的老牌戰略角色扮演遊戲，更被譽为同類型遊戲的始祖作品和「金字塔頂峰之作」。網站認為系列整體銷量在任天堂眾多品牌之中並不出色，但獨特的設計和遊戲文化在眾多遊戲類型中別具一格。遊戲網站Game Developer在2017年7月發佈文章《每位開發者都應該研究的七款傑出戰略角色扮演遊戲》，遊戲開發者肯·瀨戶（Ken Seto）和傑森·金（Jason Kim）皆認為火焰之紋章是值得研究學習的重要系列，其中瀨戶更指「系列憑著難度、高度戰術性的戰鬥、深入的元遊戲以及拍案叫絕的角色和故事，成為同類型遊戲中數一數二的作品」。1UP.com的傑里米·巴里許（Jeremy Parish）在評價《覺醒》時指出，火焰之紋章是任天堂旗下歷久不衰的遊戲系列之一，雖然它多年來幾乎沒有變化，但仍在同類遊戲中佔有一席之地。奧黛麗·德雷克（Audrey Drake）在IGN撰寫《覺醒》的評論，稱系列是戰略角色扮演遊戲的寵兒、佼佼者，但玩過系列遊戲的人數過少，推斷障礙主要源於其利基性質和高難度關卡。遊戲時光的編輯在評價《if》時，認為現今戰略角色扮演遊戲日漸式微，開發商故而嘗試加入新元素吸引新玩家和休閒玩家，并用系列傳統元素留住老玩家。在評論《風花雪月》時，《香港01》的賴浩然指出系列舊作以難度見稱，但近年作品明顯難度一直調低；他认为系列逐渐向易玩、大眾化路線发展，以期吸引新玩家，但對老玩家而言，戰略趣味則大不如前。另外，《巨大聖杯》製作者布萊德·繆爾（Brad Muir）在接受USGamer採訪時，談及火焰之紋章系列對他開發該作的影響。繆爾指系列歷史悠久，以龐大角色陣容和永久死亡機制而聞名，更指系列的人際關係系統是他製作《巨大聖杯》的靈感來源之一。

## 《淚指輪傳說》訴訟
1999年8月，系列製作人加賀昭三離開Intelligent Systems，創辦了獨立遊戲製作公司Tilnanog。2001年5月，發行商enterbrain在PlayStation上推出由Tilnanog開發的戰略角色扮演遊戲《淚指輪傳說 尤特娜英雄戰記》。遊戲承襲火焰之紋章系列風格與系統設定，加上在發售前定名為《紋章戰記》（エムブレムサーガ），令部分遊戲評論家以為它是系列延伸作品。任天堂以侵犯著作權與不當競爭為由，控告遊戲製作商Tilnanog、發行商enterbrain、加賀昭三本人，要求2億5830萬日圓賠償，以及禁止製造、流通與販售遊戲。法院一審判決任天堂敗訴，後來任天堂上訴，二審裁定部分指控成立，開發商和發行商需賠償任天堂7646萬日圓，但禁止製造販售的要求則被駁回。後來，Tilnanog把遊戲名稱改為現時稱謂。不滿判決的任天堂再度上訴至最高法院，最終遭駁回，維持二審判決。

## 相關媒體
1996年，Studio Fantasia把《紋章之謎》改編為原創動畫錄影帶，先後發行兩卷，但因銷量不盡理想而未有製作續集。1997年，該動畫的英語版本於北美地區發行，由A.D. Vision負責本地化。動畫是系列最早面向北美市場的作品，比《烈火之劍》還早6年。任天堂以系列角色為題材製作了一些具近場通訊功能的Amiibo，適用於《if》、《回聲 另一位英雄王》、《風花雪月》、《代號 S.T.E.A.M.》、《任天堂明星大亂鬥3DS/Wii U》、《任天堂明星大亂鬥 特別版》等作品。系列衍生了兩款交換卡片遊戲：《火焰之紋章 交換卡片遊戲》於2001年推出，2006年停產；《TCG 火焰之紋章0》於2015年推出，2020年底停產。除此之外，任天堂也分別推出以《封印之劍》和《覺醒》為背景的漫畫。